# Los 600 de Latinoamérica

Portada del proyecto de Los 600 Discos de Latinoamérica

Los 600 de Latinoamérica. 600 discos 1920-2022 es una lista de 600 discos de América Latina, compilados por una serie de periodistas y comunicadores musicales de la región, y que comprende música de todos los países, tiempos y géneros de la música grabada, para la celebración de la latinidad, según la introducción del proyecto. La lista, generada como una iniciativa independiente, se publicó en el sitio web del proyecto a partir del abril de 2024 hasta julio de 2024.

## Contexto
En 2021, a partir de una interacción entre Jorge Cárcamo y Cristofer Rodríguez (coautor de libro 200 Discos de Rock Chileno), ambos de Chile, compilaron discos esenciales para América Latina del siglo XX. Luego de ello, un grupo de periodistas musicales y académicos de diferentes países de la región fueron dando forma a los 600 discos que integrarían la lista que abarcaría todos los tiempos de la historia grabada a través de discusiones y votaciones internas durante un periodo de casi tres años. De acuerdo a los créditos, en la lista participaron en total 19 personas que incluye la determinación editorial de posiciones, selección de los 600 discos, curaduria, textos y diseño web, provenientes de Chile, Argentina, México, Perú, Colombia, El Salvador, Brasil, República Dominicana, Guatemala y Venezuela.

## Contenido
El listado incluye música grabada desde los inicios de la industria discográfica en Latinoamérica en los años 20 (aunque el álbum más antiguo incluido en la lista pertenece a 1937) hasta discos editados en el año 2022. Abarca una gran diversidad de géneros musicales, que van desde el rock, el pop, el rap y la electrónica, hasta géneros propiamente latinoamericanos como MPB, bossa nova, salsa, cumbia, tango, ranchera, norteña, vallenato, merengue, bachata, huayno, y diversas músicas tradicionales. Se incluyen discos de todos los países de Hispanoamérica, Brasil y las comunidades latinas de Estados Unidos.

## Recepción
Desde su lanzamiento la lista generó bastantes reacciones principalmente positivas de medios de comunicación de Iberoamérica así como de algunos artistas.y generó una amplia cobertura en medios y redes sociales. El diario El País de Uruguay resaltó que "El ambicioso trabajo nació en plena pandemia, en 2021 y a través de la red social entonces llamada Twitter, y fue mutando hasta convertirse en un proyecto independiente que, avisan sus creadores, no pretende ser enciclopédico sino una 'celebración de la latinidad'". El diario Ara en Castellano de Cataluña destacó la delimitación de la lista: "El grupo impulsor de la lista, formado por media docena de personas, fijó un criterio geográfico: 'latinoamericano entendido desde una perspectiva decolonial, sin considerar a Europa'. Por eso no hay artistas españoles ni portugueses (no busquen ni a Amália Rodrigues, ni a Madredeus, ni a Joaquín Sabina, ni a Joan Manuel Serrat ni a Rosalía)". 
Dianna Rosa Pérez, del medio cubano AM:PM destaca que: "Es importante mostrarle al mundo la verdadera riqueza de la escena musical de América Latina, que si bien aparece listada en selecciones o playlists confeccionadas por medios internacionales —casi siempre provenientes de países como Estados Unidos o Reino Unido— resultan poco inclusivas y no hacen justicia a su verdadera dimensión y diversidad". Por su parte, la periodista chilena Marisol García comentó en su columna del diario La Tercera: "(...) más que un instructivo se extiende como una invitación. (...) No es lo más importante esa jerarquía en la cumbre, sino el camino que la antecede. O acaso la existencia misma de una lista como ésta, cuya riqueza musical es manifiesto en sí misma de orgullosa resistencia a los “best of” de quienes nunca han bailado una cumbia. Entre los artistas que comentaron y compartieron la lista están Andrés Calamaro y Rubén Blades.

## La lista

### Álbumes del top 51
| Número | Título                                    | Año  | Artista                            | País                    |
| ------ | ----------------------------------------- | ---- | ---------------------------------- | ----------------------- |
| 1      | Siembra                                   | 1978 | Willie Colón y Rubén Blades        | Estados Unidos / Panamá |
| 2      | Las últimas composiciones                 | 1966 | Violeta Parra                      | Chile                   |
| 3      | Re                                        | 1994 | Café Tacvba                        | México                  |
| 4      | "Al final de este viaje..."               | 1978 | Silvio Rodríguez                   | Cuba                    |
| 5      | Construção                                | 1971 | Chico Buarque                      | Brasil                  |
| 6      | Clics Modernos                            | 1983 | Charly García                      | Argentina               |
| 7      | Chega de saudade                          | 1959 | João Gilberto                      | Brasil                  |
| 8      | Son con guaguancó                         | 1966 | Celia Cruz                         | Cuba                    |
| 9      | En el Palacio de Bellas Artes             | 1990 | Juan Gabriel                       | México                  |
| 10     | Dónde están los ladrones?                 | 1998 | Shakira                            | Colombia                |
| 11     | Buena Vista Social Club                   | 1997 | Buena Vista Social Club            | Cuba                    |
| 12     | Mercedes Sosa en Argentina                | 1982 | Mercedes Sosa                      | Argentina               |
| 13     | Buscando América                          | 1984 | Rubén Blades y Seis del Solar      | Panamá                  |
| 14     | Hasta la raíz                             | 2015 | Natalia Lafourcade                 | México                  |
| 15     | El Abayarde                               | 2002 | Tego Calderón                      | Puerto Rico             |
| 16     | Adiós Nonino                              | 1969 | Astor Piazzolla                    | Argentina               |
| 17     | Nuevo Ritmo....!                          | 1966 | Los Corraleros del Majagual        | Colombia                |
| 18     | Amor prohibido                            | 1994 | Selena                             | Estados Unidos          |
| 19     | Ojalá que llueva café                     | 1989 | Juan Luis Guerra y 4.40            | República Dominicana    |
| 20     | Tarimba negra                             | 1978 | Chabuca Granda                     | Perú                    |
| 21     | Cancion animal                            | 1990 | Soda Stereo                        | Argentina               |
| 22     | Acabou Chorare                            | 1972 | Novos Baianos                      | Brasil                  |
| 23     | Alturas de Machu Picchu                   | 1981 | Los Jaivas                         | Chile                   |
| 24     | Amor                                      | 1964 | Eydie Gormé & The Trio Los Panchos | Estados Unidos / México |
| 25     | Rosa                                      | 1958 | Agustín Lara                       | México                  |
| 26     | Chavela Vargas                            | 1961 | Chavela Vargas                     | Costa Rica / México     |
| 27     | Samba Esquema Novo                        | 1963 | Jorge Ben                          | Brasil                  |
| 28     | Los Destellos                             | 1968 | Los Destellos                      | Perú                    |
| 29     | Camino del Indio                          | 1955 | Atahualpa Yupanqui                 | Argentina               |
| 30     | Tonadas                                   | 1974 | Simón Díaz                         | Venezuela               |
| 31     | Barrio fino                               | 2004 | Daddy Yankee                       | Puerto Rico             |
| 32     | La candela viva                           | 1993 | Totó La Momposina                  | Colombia                |
| 33     | La voz de los 80'                         | 1994 | Los Prisioneros                    | Chile                   |
| 34     | Canto a la mujer de mi pueblo             | 1981 | Los Kjarkas                        | Bolivia                 |
| 35     | Tropicália ou panis et circencis          | 1968 | Varios Artistas                    | Brasil                  |
| 36     | Muerte                                    | 2012 | Canserbero                         | Venezuela               |
| 37     | Voice of the Xtabay                       | 1950 | Yma Sumac                          | Perú                    |
| 38     | Artaud                                    | 1973 | Pescado Rabioso                    | Argentina               |
| 39     | Mi tierra                                 | 1993 | Gloria Estefan                     | Cuba                    |
| 40     | Clube da esquina                          | 1972 | Milton Nascimento & Lô Borges      | Brasil                  |
| 41     | Ecos de Cuba                              | 1955 | Trío Matamoros                     | Cuba                    |
| 42     | Pérez Prado Plays Mucho Mambo for Dancing | 1950 | Pérez Prado                        | Cuba                    |
| 43     | Fabulosos Calavera                        | 1997 | Los Fabulosos Cadillacs            | Argentina               |
| 44     | Lo mato                                   | 1972 | Willie Colón                       | Estados Unidos          |
| 45     | Y volveré                                 | 1970 | Los Ángeles Negros                 | Chile                   |
| 46     | Cuando sale la luna                       | 1952 | Pedro Infante                      | México                  |
| 47     | The Best of Carlos Gardel                 | 1997 | Carlos Gardel                      | Argentina               |
| 48     | El derecho de vivir en paz                | 1971 | Víctor Jara                        | Chile                   |
| 49     | El silencio                               | 1992 | Caifanes                           | México                  |
| 50     | Zamba Puta                                | 2017 | La Lá                              | Perú                    |
| 51     | Mateo solo bien se lame                   | 1972 | Eduardo Mateo                      | Uruguay                 |

## Enlaces
- Sitio web de Los 600 de Latinoamérica.